# Inke, Somogy
Inke  este un sat în districtul Csurgó, județul Somogy, Ungaria, având o populație de 1.246 de locuitori (2011). 

## Demografie
Componența etnică a satului Inke
     Maghiari (91,7%)
     Romi (8,03%)
     Germani (0,27%)
Componența confesională a satului Inke
     Romano-catolici (62,28%)
     Reformați (10,03%)
     Luterani (2,25%)
     Fără religie (1,69%)
     Necunoscută (23,52%)
     Atei (0,24%)
     Alte religii (0,48%)
Conform recensământului din 2011, satul Inke avea 1.246 de locuitori. Din punct de vedere etnic, majoritatea locuitorilor (91,7%) erau maghiari, cu o minoritate de romi (8,03%).  Din punct de vedere confesional, majoritatea locuitorilor (62,28%) erau romano-catolici, existând și minorități de reformați (10,03%), luterani (2,25%) și persoane fără religie (1,69%). Pentru 23,52% din locuitori nu este cunoscută apartenența confesională.